# Georg Brandt (wojskowy)
Georg Brandt (ur. 24 sierpnia 1876 roku w Woltersdorfie, w powiecie Jerichower Land, zm. 21 kwietnia 1945 r. w Berlinie) – niemiecki generał, kawalerzysta, m.in. dowódca 3 Dowództwa Odcinka Grenzschutzu. Dowodzący operacją zajęcia przez Niemców polskiej części śląskiego okręgu przemysłowego we wrześniu 1939 r.

## Życiorys
Służbę wojskową rozpoczął w 1894 r. wstępując do 15 pułku dragonów. W 1900 r. jako żołnierz niemieckiego korpusu ekspedycyjnego wziął udział w tłumieniu powstania bokserów w Chinach. Absolwent pruskiej akademii wojennej. W pierwszych latach I wojny światowej dowodził szwadronem kawalerii, potem został przeniesiony do sztabu 9. dywizji kawalerii.
Po wojnie pełnił kolejno funkcję dowódcy pułku i dywizji. W latach 1929–1931 był inspektorem kawalerii w Republice Weimarskiej. Po 1931 r. przeszedł do rezerwy.
Do czynnej służby wojskowej wrócił w 1939 r. jako generał porucznik; objął dowództwo 9 Odcinka Grenzschutzu.
We wrześniu 1939 r. powierzono mu zadanie zajęcia Katowic i innych miast polskiego Śląska, oraz uchronienia kopalń i innych zakładów przemysłowych przed zniszczeniem oraz jak najszybszym wznowieniem w nich wydobycia lub produkcji. W wydanych we wrześniu 1939 r. rozkazach nakazywał żołnierzom, by traktowali Ślązaków z szacunkiem, gdyż nie są "na terenie wroga", lecz na dawnych niemieckich ziemiach.
W sierpniu 1942 r. jako generał kawalerii przeszedł na emeryturę.
21 kwietnia 1945 r. w otoczonym przez Armię Czerwoną Berlinie popełnił samobójstwo.

## Odznaczenia
Odznaczenia gen. Brandta to między innymi:
- Order Królewski Korony IV klasy z mieczami
- Kawaler Orderu Hohenzollernów z mieczami na wstędze wojennej
- Krzyż Żelazny I klasy
- Odznaka za Służbę Wojskową
- Krzyż Fryderyka Augusta (Oldenburg)
- Krzyż Zasługi Wojskowej III klasy (Austro-Węgry)